# Saxifraga sherriffii
Saxifraga sherriffii är en stenbräckeväxtart som beskrevs av H. Sm.. Saxifraga sherriffii ingår i Bräckesläktet som ingår i familjen stenbräckeväxter. Inga underarter finns listade i Catalogue of Life.